# 비밀번호 인증 프로토콜
비밀번호 인증 프로토콜(영어: Password authentication protocol, PAP)은 암호를 사용하는 인증 프로토콜이다.
PAP는 사용자들에게 서버 자원으로의 접근을 허용하기 이전에 점대점 프로토콜을 통해 이 사용자들을 확인한다. 거의 모든 네트워크 운영 체제들의 원격 서버들은 PAP를 지원한다.
PAP는 암호화되지 않은 ASCII 암호를 네트워크 상으로 전달하므로 안전하지 않은 것으로 간주된다. 원격 서버가 CHAP, EAP(후자는 실제로 프레임워크임.) 따위의 더 강력한 인증 프로토콜을 지원하지 않을 때 마지막으로 사용한다.
암호 기반 인증(Password-based authentication)은 두 개의 엔티티가 미리 암호를 공유해놓고 인증 기반으로서 암호를 사용하는 프로토콜이다. 기존의 암호 인증 스키마는 두 가지로 분류할 수 있다: 미약한 암호 인증 스키마(weak-password authentication schemes), 강력한 암호 인증 스키마(strong-password authentication schemes). 강력한 암호 스키마와 비교할 때 미약한 암호 스키마는 오버헤드가 더 적고 설계가 더 단순하며 구현이 더 쉬운 경향이 있어서 특히 일부 제약된 환경에 알맞다.

## 동작 주기
- 클라이언트가 사용자 이름과 암호를 보낸다.
- 서버가 인증 ack(자격 증명이 정상일 때)/nak(그 밖의 상황일 때)을 보낸다.[1]

## PAP 패킷
| 설명           | 1 바이트 | 1 바이트 | 2 바이트 | 1 바이트         | 가변        | 1 바이트  | 가변 |
| -------------- | -------- | -------- | -------- | ---------------- | ----------- | --------- | ---- |
| 인증 (request) | 코드 = 1 | ID       | 길이     | 사용자 이름 길이 | 사용자 이름 | 암호 길이 | 암호 |
| 인증 (ack)     | 코드 = 2 | ID       | 길이     | 메시지 길이      | 메시지      |           |      |
| 인증 (nak)     | 코드 = 3 | ID       | 길이     | 메시지 길이      | 메시지      |           |      |

PAP 패킷은 PPP 프레임에 추가된다. 이 프로토콜 필드는 C023(16진)의 값을 가진다.
| 플래그 | 주소 | 제어 | 프로토콜 (C023 (16진)) | 페이로드 (상기 테이블) | FCS | 플래그 |
| ------ | ---- | ---- | ---------------------- | ---------------------- | --- | ------ |

## 참조
1. ↑  Forouzan (2007). 《Data Commn & Networking 4E Sie》. McGraw-Hill Education (India) Pvt Limited. 352–쪽. ISBN 978-0-07-063414-5. 2012년 11월 24일에 확인함.